# Lopaphus brachypterus
Lopaphus brachypterus är en insektsart som först beskrevs av Haan 1842.  Lopaphus brachypterus ingår i släktet Lopaphus och familjen Diapheromeridae. Inga underarter finns listade i Catalogue of Life.